# عاكس منطقي (سيموس)
العاكس بالحقيقة هو النواة لكل التصاميم الرقمية ,فعندما نفهم عملياته وخصائصه تصبح التصاميم المعقدة مبسطة أكثر.إن التصرف الكهربائي لهذه الدوائر المعقدة يمكن تقريبا اشتقاقه من خلال استقراء النتائج التي تم الحصول عليها للعاكسات .
إن تحليل العاكسات يمكن أن يمتد لتوضيح السلوك لبوابات منطقية معقدة مثل(XOR,NOR,NAND) والتي بدورها تشكل لبنة البناء لوحدات مثل الضاربات والمعالجات الدقيقة .إن عائلة شبه موصل أكسيد الفلز التكميلي (سيموس اللفظ الإنجليزي لهذه العائلة)هي عائلة منطقية تستخدم ترانزستور قناة(N)وترانزستور قناة (P) وهما يتبعا للترانزستور شبه الموصل أكسيد الفلز الواقع تحت تأثير المجال الكهربائي.[1]

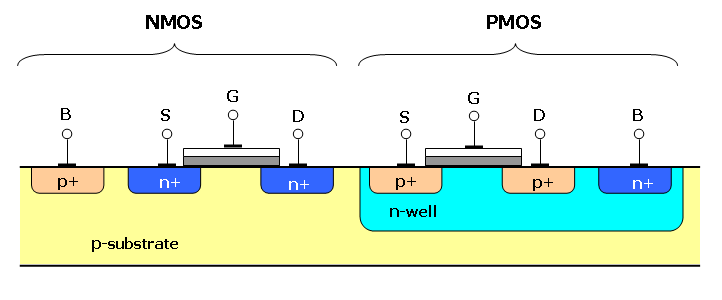
الطبقات المكونة للعاكس من عائلة السيموس

صورة توضيحية عن مكونات العاكس

## مكونات العاكس
إن أول دوائر السيموس اخترعت عام 1963 بواسطة(Frank Wanlass ) في شركة(Fair-child Semiconductor),ان العاكس
يتكون من ترانزستور شبه الموصل أكسيد الفلز الواقع تحت تأثير المجال الكهربائي من نوع(N) وهو يمثل الترانزستور الذي يعطي المخرجات ,و من
ترانزستور شبه الموصل أكسيد الفلز الواقع تحت تأثير المجال الكهربائي من نوع(P),إن بوابتي الترانزستور من نوعي قناة (N)وقناة(P) مربوطتين معا
إلى المدخلات وهذا يعطي فرق الجهد الداخل يساوي فرق الجهد بين البوابة والمصدر للترانزستور من نوع (N) وهو يساوي فرق جهد التوجيه(VDD)
ناقص فرق جهد المصدر إلى البوابة للترانزستور من نوع (P).
كما أن الصارف لكلا النوعين متصلان معا في نقطة واحدة ومن هذه النقطة نأخذ فرق
الجهد الناتج (VOUT)
ومن هذا نستنتج أن فرق الجهد الناتج يساوي فرق الجهد بين الصارف والمصدر للترانزستور من نوع(N),وأيضا يساوي فرق
جهد التوجيه(Vdd) ناقص فرق الجهد بين المصدر والصارف للترانزستور من نوع(P).

## الخاصية الانتقالية لفرق الجهد للعاكس
بعد حل المعادلات النظرية للعاكس تبين أن الخاصية الانتقالية للعاكس المنطقي من عائلة( السيموس) تقريبا متناظرة ويوجد فيها تماثل حيث إنها تشبه الخاصية المثالية التي نطمح في الحصول عليها .فمثلا أعلى فرق جهد للمخرجات (VOH)يساوي فرق جهد المزود(Vdd)واقل فرق جهد للمخرجات يساوي صفر وبهذا فان هذه الخاصية الانتقالية توصف بأنها من السكة إلى السكة (rail to rail)
ولحساب أكبر فرق جهد مدخل ليجعل فرق الجهد المخرج أعلى ما يمكن واقل فرق جهد مدخل ليجعل فرق الجهد المخرج اقل ما يمكن ونقطة المنتصف (VIL,VIH,VM)فإننا نحتاج إلى حل المعادلات . ونلاحظ من هذه الخاصية أيضا أن الذبذبة المنطقية تساوي فرق جهد المزود(Vdd) ونسب الضجيج تقارب نصف فرق جهد المزود (0.5* Vdd) .
لرؤية صور خاصية انتقال فرق الجهد استخدم الرابط التالي

## التشعب(fan out)
إن المحدد للتشعب في بوابة السيموس هو السؤال كم عدد مواسعات الأحمال التي يمكن قيادتها مع المحافظة على قيمة مقبولة لزمن تأخير الانبعاث.إن العاكس المنطقي من عائلة السيموس لا تمتلك تشعبا كبيرا ولا تحتاج إلى أن تفتح وتغلق بسرعة ,كما انه كلما قلت الأبعاد لعرض وطول الترانزستور من نوع(N)و الترانزستور من نوع(P) كانت النتائج جيدة أكثر.

## الطاقة المستهلكة في العاكس المنطقي من عائلة السيموس
إن استهلاك الطاقة في العاكس يقسم إلى قسمين :القسم الأول وهو الاستهلاك الساكن:على الرغم انه نظريا يساوي صفر في حالة السكون إلا أنه في الحقيقة يمر تيار متسرب يقٌدر ب(10^-18)من خلال مصادر متعددة منها التيار المتسرب من الصمام الثنائي الموجه عكسيا الخ. مما يؤدي إلى وجود استهلاك طاقة ولكنها صغيرة جدا بحيث يمكن إهمالها.
والقسم الثاني هو الاستهلاك المتحرك ويأتي من الشحن والتفريغ لموا سعات الأحمال وأيضا من تيار القصر عندما تكون
دوائر الترانزستور من نوع(N)و الترانزستور من نوع(P) في حالة تشغيل جزئي .
والعلاقة التي تعبر عن الاستهلاك المتحرك للطاقة هي:
الاستهلاك المتحرك للطاقة =مواسعة الحمل *تكرار الفتح والإغلاق *(فرق جهد المزود)^2
تتميز عائلة السيموس بقلة استهلاك الطاقة وهذا الأمر هو الذي مكٌن العديد من التطبيقات من الظهور مثل ساعة اليد الرقمية والحاسبات المحمولة.

## المواسعة في العاكس
إن الترانزستور من نوع شبه الموصل أكسيد الفلز الواقع تحت تأثير المجال الكهربائي يمتلك مواسعة بين كل زوج من أطرافه وبما أن العاكس المنطقي من عائلة السيموس يتكون من زوج من الترانزستور من نوع شبه الموصل أكسيد الفلز الواقع تحت تأثير المجال الكهربائي
فانه يوجد به عدد من المواسعات التي تنشا من أهمها :
القسم الأول من جهة المدخلات
القسم الثاني من جهة المخرجات.

## الاستجابة المتغيرة للعاكس وزمن الانبعاث
1-زمن الارتفاع للمخرجات (tr):
يعرف هذا الزمن بأنه فرق الزمن اللازم للمخرجات لترتفع من 10% إلى 90 %من أعلى قيمة للمخرجات(VOH).
2-زمن السقوط للمخرجات (tf):
يعرف هذا الزمن بأنه فرق الزمن اللازم للمخرجات لتنزل من 90% إلى 10%
من أعلى قيمة للمخرجات (VOH) وهي مرتبطة مباشرة بمواسعة الحمل وتتناسب عكسيا مع النسبة بين عرض القناة على طولها للترانزستور من نوع (P).
3-زمن التأخير للتحول من المنطق المنخفض إلى المنطق المرتفع لانبعاث المخرجات(tpLH):
يعرف هذا الوقت بأنه زمن التأخير لفرق جهد المدخلات عندما تهبط إلى 50% من أكبر فرق جهد للمدخلات إلى أن يصبح فرق جهد المخرجات 50% من أعلى قيمة للمخرجات (VOH).
ومرة أخرى نلاحظ أن هذا الزمن مرتبط مباشرة بمواسعة الحمل وتتناسب عكسيا مع النسبة بين عرض القناة على طولها للترانزيستور من نوع(P).
4-زمن التأخير للتحول من المنطق المرتفع إلى المنطق المنخفض لانبعاث المخرجات (tpHL):
يعرف هذا الوقت بأنه زمن التأخير لفرق جهد المخرجات عندما تهبط إلى 50% من أكبر فرق جهد للمخرجات(VOH) إلى أن يصبح فرق جهد المدخلات 50% من أعلى قيمة للمدخلات.
نلاحظ أن زمن الارتفاع يساوي زمن السقوط وزمن التأخير للتحول من المنطق المنخفض إلى المنطق المرتفع وبالعكس لانبعاث المخرجات متساوي في العاكس المنطقي من عائلة (سيموس).
وفي النهاية كل الشكر للدكتور هاني الجملة لتشجيعنا على كتابة هذه المقالة
(يزن الخرابشة)